# حمام قدیمی بنیس
حمام قدیمی بنیس مربوط به دوره پهلوی است و در شهرستان شبستر، بخش مرکزی، دهستان گونی شرقی، روستای بنیس واقع شده و این اثر در تاریخ ۲ مرداد ۱۳۸۷ با شمارهٔ ثبت ۲۳۱۴۵ به‌عنوان یکی از آثار ملی ایران به ثبت رسیده است.